# Thời đại đồ đá

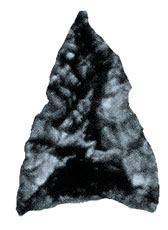
Đầu mũi tên bằng đá vỏ chai.

Thời đại Đồ đá hay Paleolithic là một thời kỳ tiền sử kéo dài mà trong giai đoạn này đá đã được sử dụng rộng rãi để tạo ra các công cụ có cạnh sắc, đầu nhọn hoặc một mặt để đập. Thời kỳ này kéo dài khoảng gần 3.4 triệu năm, và kết thúc vào giai đoạn khoảng từ 8700 TCN tới năm 2000 TCN, cùng với sự ra đời của các công cụ bằng kim loại. Mặc dù một số công cụ đơn giản bằng các kim loại dễ uốn mà đặc biệt là vàng và đồng vốn được dùng vào mục đích trang trí đã được biết đến trong giai đoạn thời đại đồ đá, việc con người biết cách nung chảy và luyện đồng đã đánh dấu sự chấm hết của Thời đại Đồ Đá. Ở Tây Á, điều này diễn ra vào khoảng năm 3000 TCN khi đó đồng đã trở nên phổ biến. Thuật ngữ Thời đại đồ đồng được sử dụng để miêu tả thời kỳ nối tiếp thời đại Đồ đá, đồng thời nó cũng được sử dụng để miêu tả các nền văn hóa đã phát triển những công nghệ và các kỹ thuật để chế tác đồng thành công cụ thay thế cho công cụ bằng đá.
Các công cụ đá được chế tạo từ nhiều kiểu đá khác nhau. Ví dụ, đá lửa và đá phiến silic được mài sắc (hay được đẽo) để làm công cụ cắt gọt và vũ khí, trong khi đá basalt và sa thạch được dùng làm công cụ (ground stone), như đá nghiền. Gỗ, xương, vỏ sò và sừng thú cũng được sử dụng nhiều. Ở thời kỳ cuối của giai đoạn này, những trầm tích (như đất sét) được sử dụng làm đồ gốm. Nhiều cải tiến trong kỹ thuật gia công kim loại đã định rõ đặc điểm cho thời kỳ đồ đồng và thời kỳ đồ sắt.
Thời kỳ này là giai đoạn đầu tiên con người sử dụng kỹ thuật một cách rộng rãi trong tiến trình tiến hóa loài người và con người tiến từ phía các thảo nguyên ở Đông Phi về các phần còn lại của thế giới. Nó kết thúc với sự phát triển nông nghiệp, sự thuần hoá một số loài súc vật và sự nấu chảy quặng đồng để gia công kim loại. Nó được đặt thuật ngữ là tiền sử, bởi vì con người vẫn chưa bắt đầu biết viết - sự khởi đầu truyền thống của lịch sử (như sử được ghi chép).
Thuật ngữ "Thời đồ đá" được các nhà khảo cổ học sử dụng để chỉ giai đoạn tiền kim loại kéo dài này, trong đó các dụng cụ đá được sử dụng nhiều hơn bất kỳ một loại vật liệu (mềm hơn) nào khác. Nó là thời kỳ đầu tiên trong hệ thống ba thời kỳ và được chia nhỏ thêm ra thành ba giai đoạn là giai đoạn đồ đá cũ, giai đoạn đồ đá giữa và giai đoạn đồ đá mới bởi John Lubbock trong cuốn sách kinh điển của ông Những thời đại tiền sử năm 1865. Ba giai đoạn đó lại được chia nhỏ nữa. Trên thực tế, những giai đoạn tiếp theo khác biệt nhau rất lớn theo từng vùng (và theo văn hoá). Thực vậy, con người tiếp tục tiến đến các vùng mới thậm chí tới tận thời đồ kim loại vì thế tốt nhất là chỉ nói về một Thời đồ đá, thay vì nói chung Thời đồ đá.

## Thời kỳ đồ đá trong khảo cổ học
Phạm vi thời gian của giai đoạn này rất mơ hồ, bị tranh cãi, và khác nhau tùy theo vùng. Trong khi không thể đưa ra được một giai đoạn "Thời kỳ đồ đá" chung cho toàn nhân loại, một số nhóm người không bao giờ phát triển kỹ thuật nấu chảy kim loại, vì vậy họ vẫn ở trong "Thời kỳ đồ đá" cho tới khi họ gặp những nền văn hóa có kỹ thuật phát triển hơn. Tuy nhiên, nói chung, mọi người tin rằng thời kỳ này đã bắt đầu vào khoảng 3 triệu năm trước, bắt đầu cùng lúc với vượn người biết chế tạo dụng cụ ở Châu Phi. Đa số những người vượn phương Nam có lẽ đã không sử dụng dụng cụ đá (mặc dầu có lẽ chúng đã được phát minh bởi Paranthropus robustus) nhưng việc nghiên cứu những di vật của họ vẫn đang để dành cho các nhà khảo cổ học nghiên cứu về giai đoạn này.
Năm 2010, các mẫu xương động vật hóa thạch được gọt đẽo từ các công cụ đồ đá được phát hiện trong thung lũng Hạ Awash ở Ethiopia. Nhóm công tác quốc tế do Shannon McPherron dẫn đầu đã phát hiện ra rằng các công cụ đồ đá cổ nhất đã từng được sử dụng có tuổi 3,4 triệu năm. Các công cụ đồ đá cổ nhất từng được biết đến đã được khai quật ở nhiều nơi thuộc Gona, Ethiopia, trong các trầm tích cổ của sông Awash. Tất cả các công cụ trong hệ tầng Busidama, nó nằm trên một bất chỉnh hợp (thiếu lớp) có tuổi từ 2,9 đến 2,7 triệu năm. Các vị trí khảo cổ cổ nhất có chứa công cụ đồ đá định tuổi được từ 2,6–2,55 triệu năm.
Vì sự phong phú của đồ vật tạo tác bằng đá, chúng thường là những di vật duy nhất còn sót lại, việc phân tích đá là cách chính và chuyên biệt để khảo sát về giai đoạn này. Nó liên quan tới việc đo đạc các công cụ bằng đá để xác định các kiểu hình thức, chức năng và kỹ thuật có liên quan của công cụ. Thường là phân tích cách đẽo đá từ nguyên liệu thô, nghiên cứu cách thức chế tác thực tế của những vật đó. Điều này cũng có thể được xem xét dựa trên khảo cổ học thực nghiệm, bằng cách cố sức tạo ra các dụng cụ tương tự. Việc này được thực hiện bởi những người tạo tác đá lửa, họ đẽo một viên đá lửa để tạo ra một công cụ bằng đá lửa.

### Cách sử dụng mới của thuật ngữ

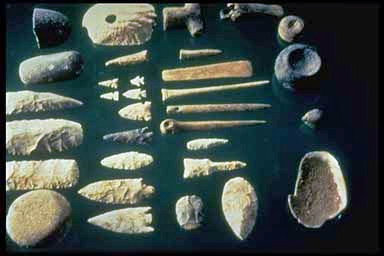
Các chủng loại công cụ đá

Một vấn đề với thuật ngữ này là nó ngụ ý rằng sự tiến bộ của loài người và các giai đoạn thời đại ở tiền sử chỉ được đo đạc bằng kiểu dụng cụ được sử dụng nhiều nhất ở thời gian đó, hơn là, ví dụ, kiểu tổ chức xã hội, nguồn thức ăn được khai thác, hay sự thích nghi theo các kiểu khí hậu khắc nghiệt. Đây là một sản phẩm của mức độ hiểu biết về quá khứ đã xa ở thế kỷ 19 khi hệ thống ba thời kỳ được phát triển, thời điểm mà việc tìm ra các dụng cụ tạo tác là mục đích chính của một cuộc khai quật khảo cổ. Các kỹ thuật khảo cổ hiện đại mang lại nhiều thông tin hơn và giúp chúng ta có được hiểu biết tốt hơn về thời tiền sử và nêu ra những sự phân chia rõ ràng cho thuật ngữ "Thời đồ đá" đã ngày càng lỗi thời. Hiện nay chúng ta biết rằng những thay đổi trong xã hội quá khứ trong hàng nghìn năm là rất phức tạp và liên quan tới nhiều nhân tố như sự chấp nhận nông nghiệp, định cư hay tôn giáo và rằng việc sử dụng công cụ chỉ là một dấu hiệu không mang ý nghĩa đại diện cho thực tiễn và đức tin của một xã hội.
Một vấn đề khác liên quan tới thuật ngữ Thời kỳ đồ đá là nó được tạo ra để miêu tả văn hóa khảo cổ của Châu Âu, và rằng nó không thích hợp để sử dụng trong mối quan hệ với các vùng như một số vùng ở Châu Mỹ và Châu Đại Dương, nơi những người trồng cấy hay những người săn bắt và hái lượm sử dụng công cụ bằng đá tới tận khi công cuộc thực dân hóa của người châu Âu bắt đầu. Việc chế tác kim loại là một thứ không có tầm quan trọng lớn đối với người dân ở đó và nên dùng những thuật ngữ khác để phân chia thời tiền sử ở những vùng đó. Một sự phi lý giống như vậy khi áp đặt Thời đại đồ sắt ra khắp thế giới, bởi vì sắt (không phải đồng, bạc hay vàng) không được biết tới ở châu Mỹ cho tới tận năm 1492, ở châu Đại Dương tới tận thế kỷ 17.
Tiếp sau Thời kỳ đồ đá thường là Thời kỳ đồ đồng, trong đó kỹ thuật chế tác kim loại cho phép các công cụ bằng đồng (đồng và thiếc hay các kim loại khác) trở nên nhiều hơn. Sự chuyển giao của thời đồ đá diễn ra khoảng giữa 6000 TCN và 2500 TCN đối với đa số dân cư sống tại Bắc Phi, châu Á và châu Âu. Ở một số vùng, như châu Phi Hạ Sahara, thời đại đồ đá được nối tiếp trực tiếp bởi thời đồ sắt. Mọi người thường cho rằng các vùng ở Trung Đông và Đông Nam Á đã tiến triển vượt qua kỹ thuật thời đồ đá vào khoảng năm 6000 TCN. châu Âu và phần còn lại của châu Á đã ở thời xã hội hậu đồ đá vào khoảng năm 4000 TCN. Các nền văn hóa tiền-Inca ở Nam Mỹ tiếp tục ở trình độ thời đồ đá đến tận khoảng năm 2000 TCN, khi vàng, đồng và bạc bắt đầu xuất hiện, những nơi khác xảy ra muộn hơn. Australia vẫn ở thời đồ đá tới tận thế kỷ 17.
Chúng ta cũng biết rằng sự chuyển đổi từ Thời đồ đá sang Thời đồ đồng không phải là một thời điểm rõ ràng mà lâu dài, sự chế tác vàng và đồng dần xuất hiện ở những điểm ở Thời đồ đá mới. Giai đoạn "chuyển tiếp" này được gọi là Thời đại đồ đồng đá hay Chalcolithic. Nó là một sự phát triển ngắn và mang nhiều tính địa phương bởi vì việc tạo hợp kim thiếc với đồng đã bắt đầu khá sớm, trừ khi tại những vùng không có thiếc. Ví dụ Người băng Ötzi, một xác ướp từ khoảng năm 3300 TCN có mang bên mình một cái rìu đồng và một con dao bằng đá lửa. Việc chế tạo công cụ bằng đá vẫn tiếp diễn ngay cả ở thời đại dùng đồ kim loại, có lẽ tới tận đầu thời Trung Đại. Tại châu Âu và Bắc Mỹ, những chiếc cối xay đá vẫn được dùng tốt ở thế kỷ 20, và hiện vẫn đang được dùng ở nhiều nơi trên thế giới.

## Sự tiến hóa của loài người trong thời đồ đá
Thời đồ đá chiếm một khoảng thời gian rất dài, và trong thời gian đó các thay đổi lớn về khí hậu và các điều kiện sống khác đã diễn ra, nó làm ảnh hưởng tới tiến trình tiến hóa loài người. Con người tới lượt mình lại làm tiến hóa kiểu hình thái tiến triển ở hậu kỳ thời kỳ đồ đá.

### Thời đại đồ đá cũ
Thời đại đồ đá cũ bắt đầu từ khoảng 2 triệu năm trước đây và kết thúc vào khoảng cuối thế Pleistocen hay 10.000 năm trước. Ở những vùng chuyển tiếp ngay sang thời đại đồ đá mới thì thời đại đồ đá cũ gồm cả thời đại đồ đá cũ trên (epipalaeolithic) - thuật ngữ áp dụng cho các khu vực ngoài đại lục Á-Âu, như Cận Đông; tương đương thời đại đồ đá giữa ở một số nơi khác tại đại lục Á-Âu; và kết thúc vào khoảng 8.000 năm trước.
Thời đại đồ đá cũ được đặc trưng bằng việc sử dụng các công cụ bằng đá được ghè đẽo, mặc dù người nguyên thủy vào thời gian đó cũng sử dụng các công cụ bằng gỗ và xương. Các sản phẩm nguồn gốc hữu cơ cũng được sử dụng làm công cụ, bao gồm da và các sợi thực vật; tuy nhiên các loại công cụ này đã không được bảo quản ở mức độ đáng kể. Theo truyền thống, thời đại đồ đá cũ được chia ra thành ba thời kỳ, là thời kỳ đồ đá cũ sớm, thời kỳ đồ đá cũ giữa và thời kỳ đồ đá cũ muộn. Các thời kỳ này đánh dấu các tiến bộ trong công nghệ và văn hóa ở các xã hội loài người nguyên thủy khác biệt.

#### Thời kỳ đồ đá cũ sớm

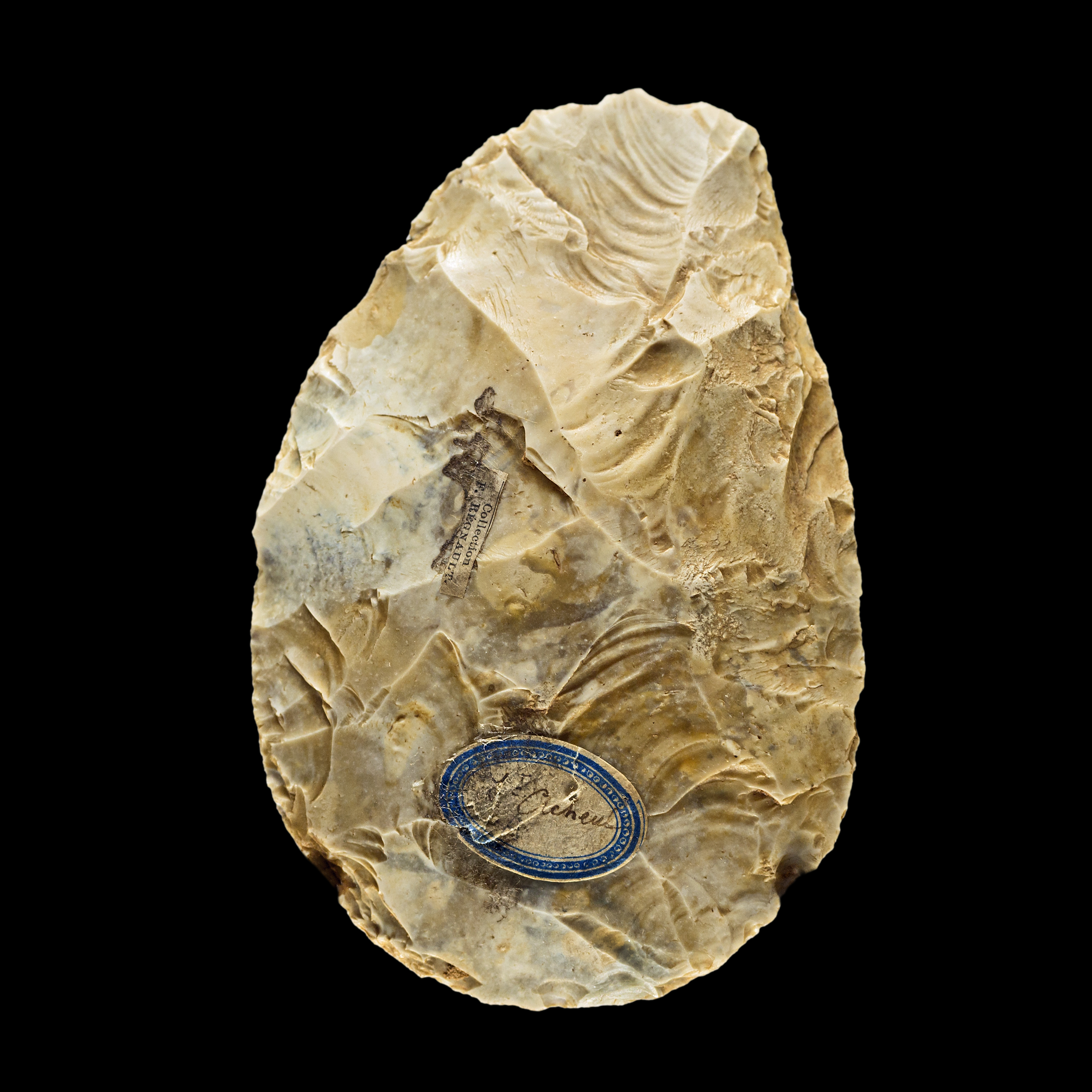
Rìu đá Acheulean sơ kỳ thời kỳ đồ đá cũ

Gần cuối thế Pliocen ở châu Phi, một tổ tiên đầu tiên của người hiện đại, được gọi là Homo habilis, đã phát triển những công cụ đá đầu tiên từng được biết. Chúng là những công cụ đơn giản như các loại dao. Homo habilis được cho là đã sử dụng thành thạo công cụ thời kỳ Olduvai như các mảnh đá và lõi hạt. Công nghệ chế tạo dụng cụ đá này được đặt tên theo địa điểm hẻm vực Olduvai ở Tanzania. Những người này được cho là sống bằng cách tìm thịt thối và những loài cây dại, hơn là săn bắn con mồi. Khoảng 1,5 triệu năm trước, một chủng người tiến hóa hơn, Homo erectus, đã xuất hiện. H. erectus học cách kiểm soát lửa và chế tạo các công cụ cắt phức tạp hơn, cũng như mở rộng phạm vi sinh sống ra ngoài khu vực châu Phi đến tận châu Á, như tại các địa điểm ở Chu Khẩu Điếm Trung Quốc. 1 triệu năm trước, bằng chứng đầu tiên về loài người ở châu Âu đã xuất hiện, và họ sử dụng rìu đá tiến bộ hơn.

#### Thời kỳ đồ đá cũ giữa

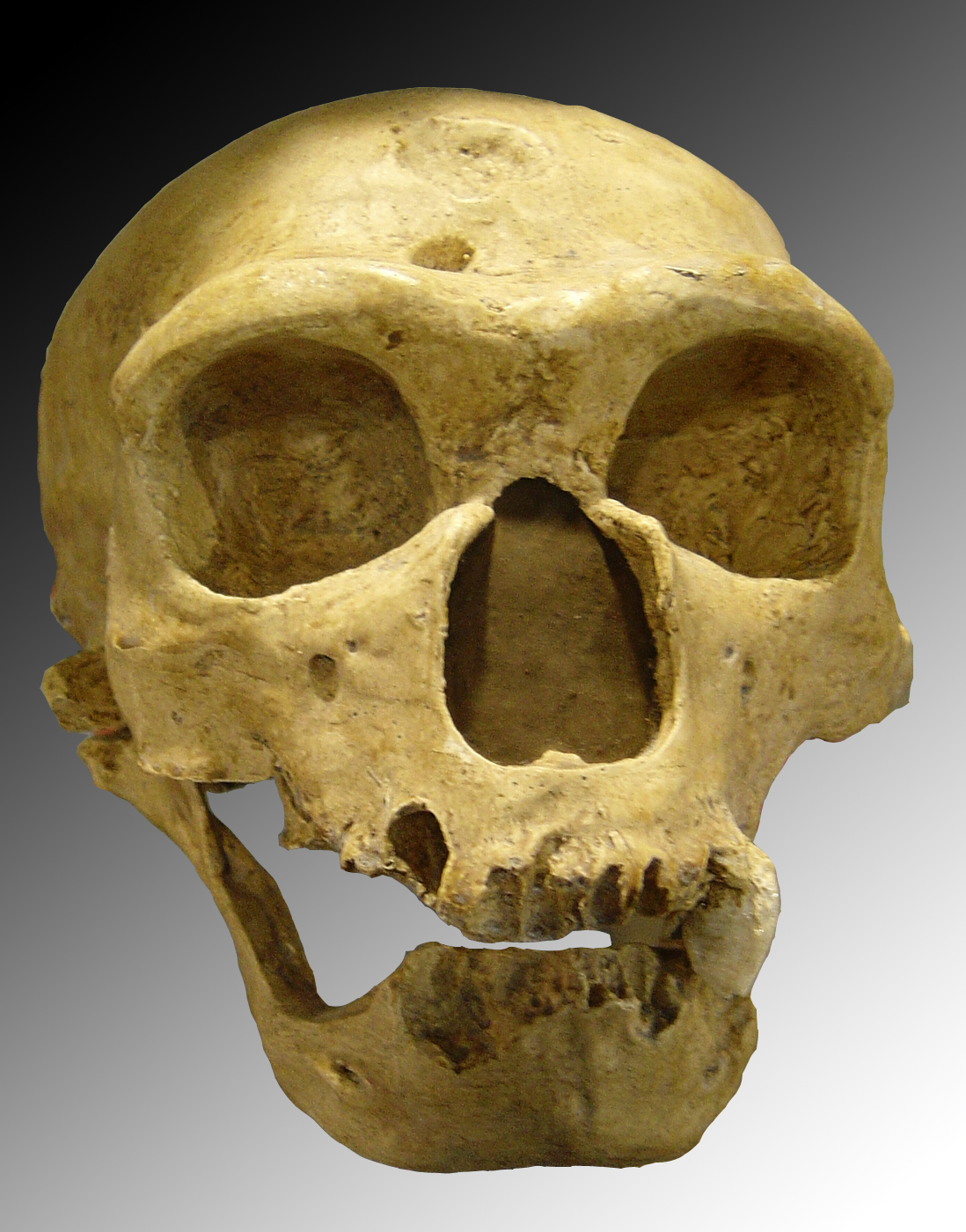
Hộp sọ của một người Neanderthal, La Chapelle-aux-Saints

Giai đoạn này bắt đầu khoảng 200.000 năm trước và nổi tiếng nhất vì nó là giai đoạn sinh sống của người Neanderthal (khoảng 120.000–35.000 năm trước). Các kỹ thuật chế tạo dụng cụ đá của người Neanderthal thường được gọi là tổ hợp kỹ thuật Moustier. Người Neanderthal cuối cùng biến mất khỏi ghi chép khảo cổ học, được thay thế bởi người hiện đại đầu tiên xuất hiện ở miền nam châu Phi khoảng 100.000 năm trước. Mặc dù thường được mọi người coi là nguyên thủy, vẫn có bằng chứng rằng người Neanderthal nuôi dưỡng những người già và tiến hành lễ nghi chôn chất minh chứng cho một xã hội đã được tổ chức. Bằng chứng đầu tiên của sự định cư là ở Australia khoảng 40.000 năm trước khi người hiện đại dường như đã vượt từ châu Á tới bằng cách đi từ đảo này tới đảo khác. Những dân cư trung kỳ thời kỳ đồ đá cho thấy những bằng chứng sớm nhất về nghệ thuật và một số khái niệm trừu tượng như vẽ mình bằng đất hoàng thổ.

#### Thời kỳ đồ đá cũ muộn
Từ khoảng 35.000 đến 10.000 năm trước (cuối thời kỳ băng hà cuối cùng) người hiện đại đã mở rộng thêm vùng sinh sống trên khắp Trái Đất trong giai đoạn hiện được coi là hậu kỳ Thời đại đá cũ.
Sau khi người hiện đại đầu tiên tới ở châu Âu kỹ thuật chế tạo dụng cụ đá khá phức tạp đã xuất hiện trong giai đoạn này, gồm các công nghiệp khảo cổ như công nghiệp Châtelperron (45.000-36.000 năm trước ngày nay), công nghiệp Aurignac (43.000-28.000 năm), công nghiệp Solutré (22.000-17.000 năm), công nghiệp Gravette (33.000-21.000 năm) và công nghiệp Madeleine (17.000 -12.000 năm).
Châu Mỹ được loài người định cư thông qua cầu lục địa Bering thời kỳ đó vẫn còn nổi trên mực nước vì nước biển lúc đó ở mức thấp. Những người này được gọi là cổ thổ dân châu Mỹ, và thời điểm sớm nhất được chấp nhận là những thời điểm của các địa điểm thuộc văn hóa Clovis, khoảng 13.500 năm trước. Trên khắp địa cẩu, các xã hội thuộc kiểu săn bắn và hái lượm nhưng bằng chứng về nét nhận dạng theo vùng bắt đầu xuất hiện với rất nhiều kiểu công cụ đá được phát triển để thích hợp cho từng môi trường sống khác nhau.

### Epipalaeolithic/Thời đại đá giữa
Main articles: Epipalaeolithic, Mesolithic
Khoảng thời gian giữa điểm kết thúc của kỷ băng hà cuối cùng, từ 10.000 năm đến khoảng 6.000 năm trước có đặc trưng với sự nâng lên của mực nước biển và một nhu cầu thay đổi để thích ứng với sự thay đổi của môi trường và tìm kiếm nguồn thức ăn mới. Sự phát triển của các dụng cụ microlith đã bắt đầu để thích ứng với những thay đổi đó. Chúng xuất phát từ những công cụ thời kỳ đồ đá cũ trước đó, vì vậy xuất hiện thuật ngữ Epipalaeolithic. Tuy nhiên, ở châu Âu thuật ngữ Mesolithic (Thời đại đá giữa) lại được sử dụng, bởi vì các công cụ (và cách thức sống) được nhập cảng từ Cận Đông. Ở đó, các công cụ microlith cho phép săn bắn một cách hiệu quả hơn, trong khi những sự định cư phức tạp hơn, như Lepenski Vir đã phát triển dựa trên đánh cá. Việc thuần hóa chó thành một người bạn săn có lẽ cũng diễn ra trong giai đoạn này.

### Thời đại đá mới

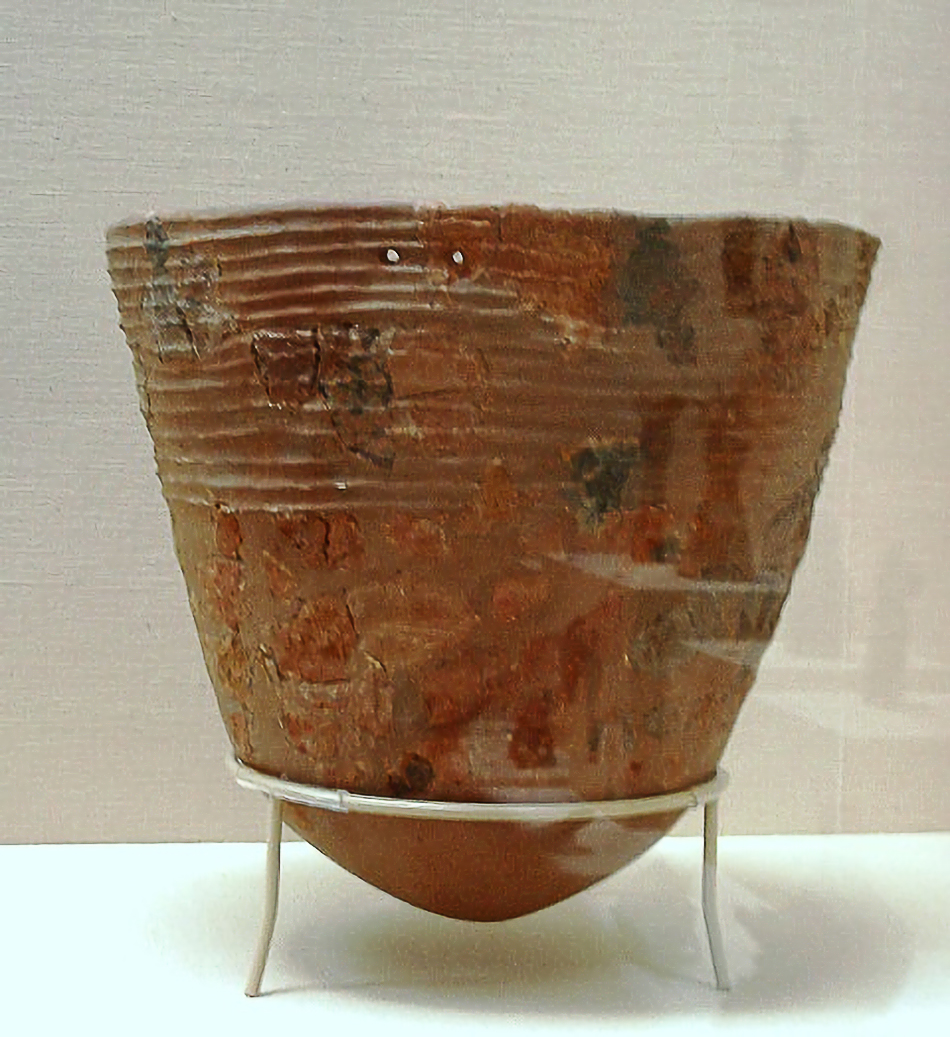
Bình gốm Jomon Nhật Bản là loại cổ xưa nhất thế giới.

Thời đại đá mới (Neolithic) có đặc trưng bởi sự chấp nhận nông nghiệp (cũng được gọi là Cuộc cách mạng thời đại đá mới), sự phát triển của đồ gốm và nhiều nơi định cư phức tạp hơn như Çatal Hüyük và Jericho. Những văn hóa thời đại đá mới đầu tiên bắt đầu vào khoảng năm 8.000 TCN ở Lưỡi liềm Màu mỡ. Nông nghiệp và văn hóa dẫn tới đã mở rộng tới Địa Trung Hải, lưu vực sông Ấn, Trung Quốc, và Đông Nam Á.

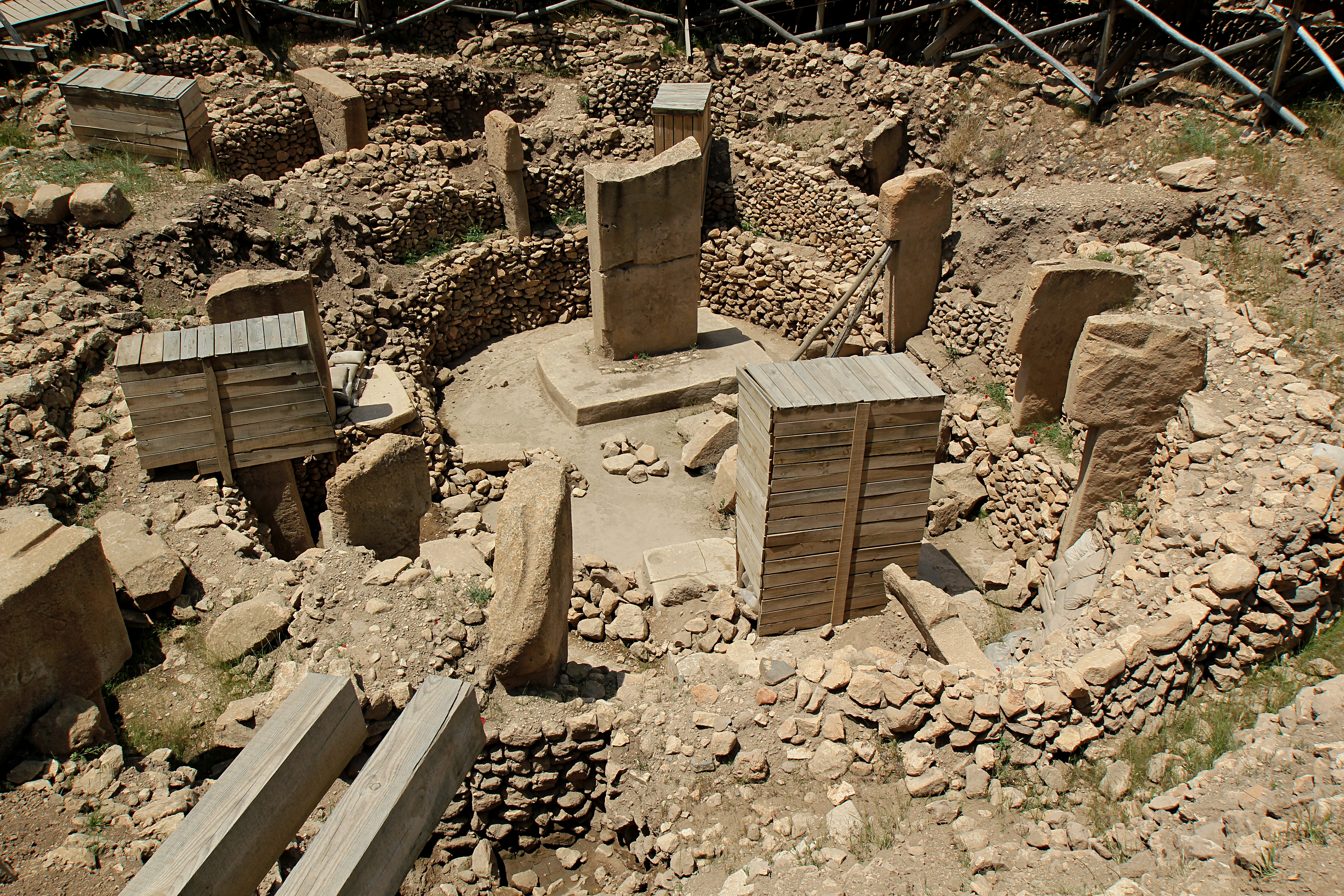
Tàn tích đền Göbekli Tepe tại Şanlıurfa, Thổ Nhĩ Kỳ, được cho là dựng lên vào 9000 năm trước Công Nguyên và là cấu trúc cổ nhất do con người tạo ra đã được khám phá.

Vì nhu cầu thu hoạch và chăm sóc cây cối, các dụng cụ đá để làm đất và các dụng cụ đá được chế tạo kỹ lưỡng khác trở nên phong phú hơn, gồm cả công cụ nghiền, cắt, thái và rìu. Những công trình to lớn lần đầu tiên được xây dựng, gồm cả các tháp để ở và những bức tường (ví dụ ở Jericho) và các địa điểm nghi lễ (ví dụ như bức tường đá Stonehenge). Những điều này cho thấy đã có những nguồn lực và sự cộng tác đầy đủ cho phép các nhóm người cùng thực hiện các dự án đó. Sự mở rộng thêm về sự phát triển của tầng lớp trên và hệ thống cấp bậc vẫn còn đang được bàn cãi. Bằng chứng sớm nhất về thương mại đã xuất hiện ở thời kỳ đồ đá mới với việc những người mới định cư nhập khẩu những hàng hóa từ bên ngoài với khoảng cách hàng trăm dặm.

## Vật liệu văn hóa thời đồ đá

### Thức ăn và đồ uống
Các nguồn thức ăn của những người săn bắn hái lượm thời kỳ đồ đá gồm cả động vật và thực vật sống trong môi trường nơi họ sống. Những người dân cư này thích ăn thịt nội tạng thú, gồm cả gan, thận và óc. Họ ăn ít đồ có nguồn gốc từ sữa hay thức ăn thực vật có nhiều carbohydrate- như các loại rau hay ngũ cốc.
Nghiên cứu hiện nay cho thấy rằng hai phần ba năng lượng cần thiết của họ có nguồn gốc động vật. Hàm lượng chất béo trong chế độ ăn được cho là tương tự như hiện nay, nhưng tỷ lệ các kiểu chất béo tiêu thụ thì lại khác biệt: tỷ lệ Omega-6 với Omega-3 là khoảng 3: 1 so với 12:1 hiện nay.
Gần cuối thời kỳ băng hà cuối cùng, 15.000 đến 9.000 năm trước, một sự tuyệt chủng trên diện rộng các loài thú có vú diễn ra ở châu Á, châu Âu, Bắc Mỹ và Australia. Đây là sự kiện tuyệt chủng Holocene đầu tiên. Thậm chí có thể điều này đã buộc loài người ở thời kỳ đó phải thay đổi thói quen ăn uống và cùng với sự xuất hiện của việc trồng cấy nông nghiệp, các loại thức ăn nguồn gốc thực vật cũng đã trở thành một phần thường thấy của chế độ ăn.
Một báo cáo ở Tạp chí National Geographic đã chỉ ra rằng "loại đồ uống có vị rượu đầu tiên có thể đã xuất hiện khi người dân thời kỳ đồ đá mới uống thứ nước quả nho dại được làm lên men bên trong các túi bằng da thú hay trong các thùng gỗ thô."

### Chỗ ở và môi trường sống
Khoảng 2 triệu năm trước, Homo habilis được cho là đã xây dựng kết cấu đầu tiên do con người xây dựng lên ở Đông Phi, nó chỉ bao gồm những sự sắp đặt đơn giản các hòn đá lại với nhau để giữ các cành cây ở vị trí. Một sự sắp đặt đá thành hình tròn cũng được cho là đã xảy ra khoảng 500.000 năm trước được khám phá ở Terra Amata, gần Nice (Pháp). Nhiều địa điểm cư trú của loài người thời đồ đá cũng đã được phát hiện ở nhiều nơi trên Trái Đất, gồm:
- Một kết cấu kiểu lều bên trong một cái hang gần Grotte du Lazaret, Nice, Pháp.
- Một kết cấu có mái được chống đỡ bằng cây gỗ, được phát hiện ở Dolni Vestonice, Cộng hòa Séc, có niên đại khoảng 23.000 TCN. Các bức tường được làm bằng các khối đất sét nện và đá.

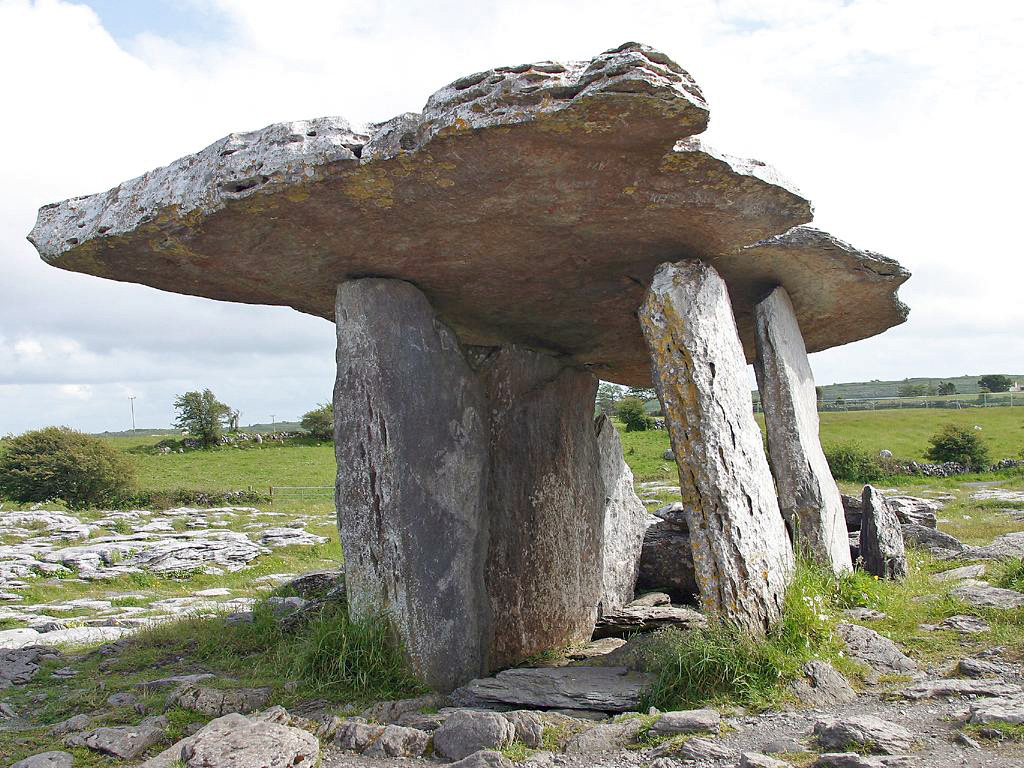
Mộ đá Poulnabrone ở Hạt Clare, Ireland

- Nhiều túp lều được làm bằng xương voi voi ma mút được tìm thấy ở Đông Âu và Siberia. Những người đã dựng những cái lều này là những thợ săn voi mammouth chuyên nghiệp. Nhiều cái tương tự đã được tìm thấy ở dọc vùng thung lũng sông Dniepr ở Ukraina, gần Chernihiv, ở Moravia (tại Cộng hòa Séc) và ở phía nam Ba Lan.
- Một cái lều bằng da thú niên đại khoảng 15.000 đến 10.000TCN (ở Magdalenian) đã được tìm thấy tại Cao nguyên Parain, Pháp.
- Các lăng mộ cự thạch, nhiều phòng và các mộ đá một phòng có chôn nhiều thanh đá lớn chồng lên nhau giống như những phiến đá lớn. Chúng được tìm thấy trên khắp châu Âu, và được xây dựng vào thời đồ đá mới. Nhiều mộ có các dụng cụ bằng đồng và bằng đá cũng đã được tìm thấy, minh họa các vấn đề cố gắng xác định các giai đoạn dựa trên kỹ thuật.

### Nghệ thuật
Nghệ thuật tiền sử chỉ có thể được truy nguyên dựa vào những đồ vật còn sót lại. Âm nhạc tiền sử được suy luận ra từ những nhạc cụ được tìm thấy, trong khi nghệ thuật trên vách có thể được tìm thấy trên bất kỳ loại đá nào. Chúng được gọi là hình khắc trên đá (petroglyph) và tranh vẽ trên đá. Nghệ thuật có thể có hoặc không có chức năng tôn giáo.

#### Hình khắc trên đá
Hình khắc trên đá đã xuất hiện trong thời đại đồ đá mới. Một Hình khắc trên đá là một hình ảnh trừu tượng hay biểu tượng được ghi lại trên đá, thường là bởi những người tiền sử, bằng cách đục, khoét hay những cách khác lên trên những bề mặt đá tự nhiên. Chúng là kiểu thông thường nhất hay là những biều tượng trước khi có chữ viết được sử dụng để thông tin. Hình khắc trên đá đã được phát hiện ở nhiều nơi trên Trái Đất, gồm cả châu Á (Bhimbetka, Ấn Độ), Bắc Mỹ (Vườn quốc gia Thung lũng Chết), Bắc Mỹ (Cumbe Mayo, Peru), và châu Âu (Finnmark, Na Uy).

#### Những bức tranh đá

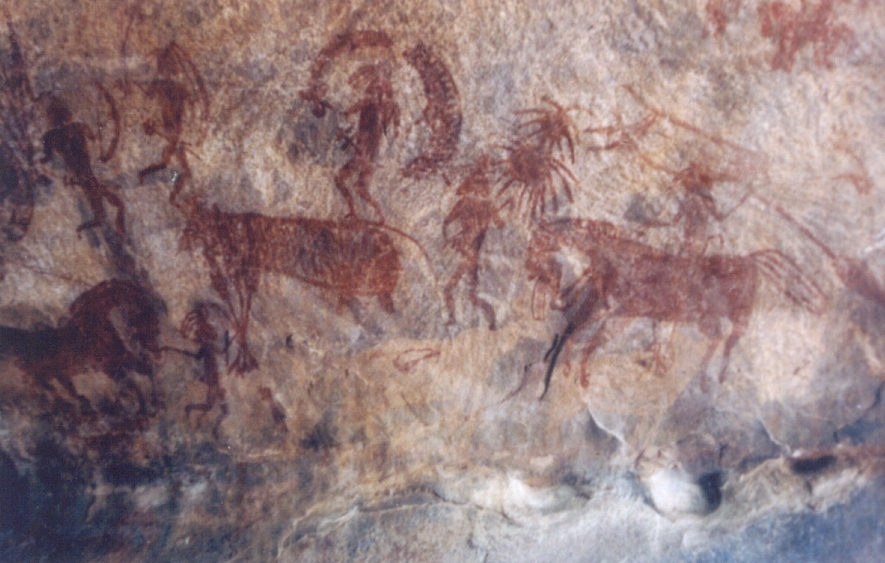
Tranh đá tại Bhimbetka, Ấn Độ, một di sản thế giới

Những bức tranh đá được "vẽ" trên đá và được miêu tả theo kiểu tự nhiên hơn là thuật khắc đá. Ở thời đồ đá cũ, sự hiện diện của con người trong những bức tranh đá rất hiếm hoi. Đa phần chúng thể hiện các con vật: không chỉ những loài vật được sử dụng làm thức ăn mà cả những con vật thể hiện sức mạnh như tê giác hay các loài mèo to lớn (như ở Hang Chauvet). Các dấu hiệu như các chấm thỉnh thoảng cũng được vẽ. Hiếm có sự hiện diện của con người như các dấu in tay và những hình nửa người nửa thú. Hang Chauvet ở département Ardèche, ở Pháp, hiện lưu giữ những hình vẽ trong hang quan trọng nhất của thời đồ đá cũ, được vẽ vào khoảng 31.000 năm TCN. Các bức tranh trong hang Altamira ở Tây Ban Nha được vẽ vào khoảng 14.000 đến 12.000 năm TCN và có những con bò rừng bison. Gian phòng của những con bò ở Lascaux, Dordogne, Pháp là một trong những hang có tranh đá từ khoảng 15.000 đến 10.000 TCN.
Ý nghĩa của những bức tranh này hiện vẫn chưa được biết. Các hang đó đều không nằm trong khu vực có người ở, vì thế có thể chúng đã từng được dùng cho những lý do lễ nghi. Các con vật được vẽ thêm các dấu hiệu có thể là ma thuật. Những biểu tượng hình mũi tên đôi khi được coi như là được sử dụng để làm lịch hay almanac. Nhưng bằng chứng của nó thì vẫn chưa được quyết định. Công việc quan trọng nhất của thời đại đồ đá giữa là những chiến binh đang diễu hành, một bức tranh tường tại Cingle de la Mola, Castellón de la Plana ở Tây Ban Nhan niên đại vào khoảng 7.000–4.000 TCN. Kỹ thuật được sử dụng có thể là phun hay thổi các chất màu lên đá. Các bức tranh khá theo chủ nghĩa tự nhiên, mặc dù có được cách điệu hoá. Các hình ảnh không theo kiểu không gian ba chiều, thậm chí chúng còn chồng lên nhau.

## Lễ nghi và Đức tin thời đồ đá
Những nghiên cứu hiện đại và sự phân tích kỹ lưỡng những đồ vật tìm thấy từ thời kỳ đồ đá chỉ ra một số lễ nghi và đức tin của con người ở thời tiền sử đó. Hiện nay mọi người tin rằng các hoạt động của con người thời tiền sử vượt xa khỏi những yêu cầu trước mắt về tìm kiếm thức ăn, đồ mặc, và nơi ở. Các nghi thức đặc biệt liên quan tới cái chết và sự chôn cất đã được tiến hành, mặc dù chắc chắn là khác biệt về cách thức và sự tiến hành ở từng nền văn hoá. Một số địa điểm thời kỳ đồ đá ở những vùng khác nhau trên thế giới cho thấy những dấu vết của sự nhảy múa, nhảy múa theo hàng và những nghi thức đầu tiên.

## Những dấu vết cuộc sống thời đồ đá hiện nay
Các nhà nhân chủng học đã sử dụng nhiều bộ lạc để nghiên cứu và làm sáng tỏ cuộc sống ở thời kỳ đồ đá từng như thế nào. Những bộ lạc đó có thể thấy ở Papua New Guinea, Quần đảo Andaman và Nicobar (Ấn Độ), Châu Phi và Nam Mỹ.